# 天草市立本渡歴史民俗資料館
天草市立本渡歴史民俗資料館（あまくさしりつほんどれきしみんぞくしりょうかん）は、熊本県天草市今釜新町3706番地にある博物館。
天草諸島の歴史と民俗に関する資料館であり、民具や古文書等を展示している。本渡歴史民俗資料館以外の天草市の博物館には、天草市立御所浦恐竜の島博物館、天草市立有明歴史民俗資料館、天草市立倉岳歴史民俗資料館、天草市立新和歴史民俗資料館、天草市立五和歴史民俗資料館がある。

## 歴史
1981年（昭和56年）4月11日、本渡市に本渡市歴史民俗資料館として開館した。1993年（平成5年）には新収蔵庫を建設した。
2006年（平成18年）3月27日、本渡市、牛深市、天草郡8町が新設合併して天草市が発足し、天草市立本渡歴史民俗資料館に改称した。合併後には旧自治体の資料館収蔵品の管理も行っている。
2012年（平成24年）12月、開館30周年記念特別展「天草～映画の時代～」が開催された。昭和30年代の天草諸島には40館以上の映画館が存在したとされ、建物の写真、映写機、天草における映画史の年表などが展示された。

## 収蔵品・展示
- 大矢遺跡及び妻の鼻墳墓群等の出土物[3]
- 水の平焼、高浜焼、天草土人形[3]
- 文人画等の郷土美術工芸[3]
- 農具、漁具、養蚕、山樵等の民具[3]
- 幕府御用商人石本勝之丞（松阪屋）遺品[3]

## 利用案内
- 開館時間 - 午前8時30分～午後5時
- 休館日 - 月曜日・祝祭日の翌日（月曜が国民の祝日の場合はその翌日）、年末年始（12月29日～1月3日）